# زبدة فول سوداني
زبدة الفول السوداني هي معجون يصنع أساساً من الفول السوداني المحمص، مع أو من دون زيادة الزيت.
يوجد معجون فول سوداني مماثل لزبدة الفول السوداني في مختلف الثقافات. أسلوب الطبخ في جنوب الهند يضاف الفلفل الحار لصنع نوع من معجون فول سوداني حار. في ولاية أندرا براديش، الهند، صلصة الفول السوداني يعد من أكثر الأطعمة شعبية. هذا الصنف من الصلصة يتكون من فول سوداني محمص ومخلوط مع فلفل حار ومكونات أخرى. غالبًا ما تحتوي على مكونات إضافية تعدل المذاق أو الملمس، مثل الملح أو المحليات أو المستحلبات. زبدة الفول السوداني شائعة في العديد من البلدان. الولايات المتحدة هي مصدر رئيسي لزبدة الفول السوداني وتستهلك هي نفسها 800 مليون دولار من زبدة الفول السوداني سنويًا.
تُقدم زبدة الفول السوداني على الخبز العادي أو الخبز المحمص أو البسكويت، وتُستخدم في صنع السندويشات (لا سيما زبدة الفول السوداني وساندويتش الجيلي). كما أنها تستخدم في عدد من أطباق الإفطار والحلويات، مثل الجرانولا بنكهة الفول السوداني، والعصائر، والكريب، والبسكويت، والبراونيز، أو الكرواسون. وتشبه زبدة المكسرات الأخرى مثل زبدة الكاجو وزبدة اللوز.بعض أنواع زبدة الفول السوداني يضاف إليها الشوكولاتة، أو مربى، أو مكونات أخرى.

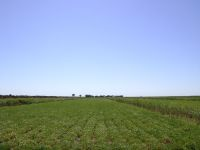
محصول الفول السوداني بمشروع الجزيرة

## التاريخ
يعود استخدام الفول السوداني إلى الأزتيك والإنكا.
حصل مارسيلوس جيلمور إدسون من مونتريال، كيبيك، كندا، على براءة اختراع لإبتكاره طريقة لإنتاج زبدة الفول السوداني من الفول السوداني المحمص باستخدام الأسطح الساخنة في عام 1884. كان لمنتج إدسون المبرد «قوام مثل الزبدة أو شحم الخنزير، أو المرهم» وفقًا لطلب براءة الاختراع الخاص به والذي وصف عملية طحن الفول السوداني المحمص حتى يصل الفول السوداني إلى «حالة سائلة أو شبه سائلة». وقام بخلط السكر في العجينة لتقوية قوامها. قام رجل أعمال من سانت لويس يدعى جورج بايل بإنتاج وبيع زبدة الفول السوداني على شكل وجبة خفيفة في عام 1894.

## عملية الإنتاج

### الزراعة والحصاد
بسبب الظروف الجوية، عادة ما يتم زراعة الفول السوداني في الربيع. يأتي الفول السوداني من زهرة صفراء تنحني وتتسلل إلى التربة بعد الإزهار والذبول، حينها يبدأ الفول السوداني في النمو في التربة. يتم حصاد الفول السوداني من أواخر أغسطس إلى أكتوبر، حينما يكون الطقس صافياً. يسهل هذا الطقس بأن لا تلتصق التربة بالسيقان والقرون عند قطفها. ثم يتم إزالة الفول السوداني من الكروم ونقله إلى آلة تقشير الفول السوداني للتجفيف الميكانيكي. بعد الزراعة، وبعدها يتم نقل الفول السوداني إلى المستودعات لتنظيفه، حيث يتم تخزينه بدون قشر في صوامع.
جون هارفي كيلوج، المعروف بخط إنتاج حبوب الإفطار الجاهزة، حصل على براءة اختراع لـ «عملية إنتاج المنتجات الغذائية» في عام 1898، واستخدم الفول السوداني، على الرغم من أنه قام بغلي الفول السوداني بدلاً من تحميصه. قدم معهد الإصلاح الصحي الغربي في كيلوج زبدة الفول السوداني للمرضى لأنهم كانوا بحاجة إلى طعام يحتوي على الكثير من البروتين، ومع ذلك يمكن تناوله دون مضغ. في البداية، كانت زبدة الفول السوداني غذاءً للأثرياء، حيث أصبحت شائعة في البداية كمنتج يتم تقديمه في معاهد الرعاية الصحية باهظة الثمن.
تم تطوير آلات صنع زبدة الفول السوداني المبكرة بواسطة جوزيف لامبرت، الذي عمل في مصحة باتل كريك لجون هارفي كيلوج، والدكتور أمبروز ستروب الذي حصل على براءة اختراع لآلة صنع زبدة الفول السوداني في عام 1903.«في عام 1922، اخترع الكيميائي جوزيف روزفيلد عملية لصنع زبدة الفول السوداني الناعمة التي تمنع الزيت من الفصل باستخدام الزيت المهدرج جزئيًا؛ رخص روزفيلد اختراعه للشركة التي ابتكرت زبدة الفول السوداني بيتر بان» في عام 1928 وفي «... عام 1932 بدأ في إنتاج زبدة الفول السوداني الخاصة به تحت اسم سكيبي». تحت العلامة التجارية سكيبي، طور روزفيلد طريقة جديدة لخلط زبدة الفول السوداني الكريمية، مما يمنحها قوامًا أكثر سلاسة. كما قام بخلط أجزاء من الفول السوداني مع الفول السوداني الزبدة، مكونة أول زبدة فول سوداني «مكتنزة». في عام 1955، أطلقت شركة بروكتر وجامبلد زبدة الفول السوداني باسم جيف، والتي كانت أكثر حلاوة من العلامات التجارية الأخرى، بسبب استخدام «السكر والدبس» في وصفتها. كان المصطلح العامي لزبدة الفول السوداني في الحرب العالمية الثانية «زبدة القرد».
كما يؤكد المجلس الوطني للفول السوداني في الولايات المتحدة، «خلافًا للاعتقاد السائد، لم يخترع جورج واشنطن كارفر زبدة الفول السوداني.» حصل كارفر على الفضل في الفولكلور الشعبي للعديد من الاختراعات التي لم تخرج من مختبره. بحلول الوقت الذي نشر فيه كارفر وثيقته عن الفول السوداني بعنوان «كيفية زراعة الفول السوداني و 105 طرق لتحضيره للاستهلاك البشري» في عام 1916، تم تطوير العديد من طرق تحضير زبدة الفول السوداني أو تسجيل براءات اختراع من قبل العديد من الصيادلة والأطباء، وعلماء الأغذية في الولايات المتحدة وكندا. يناير هو اليوم الوطني لزبدة الفول السوداني في الولايات المتحدة.

## الأنواع
النوعان الرئيسيان من زبدة الفول السوداني مقرمش (أو مكتنزة) وسلس (أو كريمي). في زبدة الفول السوداني المقرمشة، يتم تضمين بعض قطع الفول السوداني المطحونة بشكل خشن لإعطاء ملمس إضافي. يتم طحن الفول السوداني في زبدة الفول السوداني الناعمة بشكل موحد، مما يخلق قوامًا كريميًا.

## القيمة الغذائية
لكل كمية 100 جرام، تزود زبدة الفول السوداني الناعمة بـ597 سعرة حرارية وتتكون من 51% دهون، 22% بروتين، 22% كربوهيدرات (بما في ذلك 5% ألياف غذائية)، و 1% ماء.
تعد زبدة الفول السوداني المقرمشة والناعمة من مصادر الدهون المشبعة والغير مشبعة الأحادية، ومصدر غني بالألياف الغذائية وفيتامين E وحمض البانتوثنيك وحمض الفوليك والنياسين وفيتامين B6.
كما تحتوي على نسبة عالية من المعادن الغذائية مثل المنجنيز والمغنيسيوم والفوسفور والزنك والنحاس والصوديوم (الذي يضاف كملح أثناء التصنيع).

## حساسية الفول السوداني
بالنسبة للأشخاص الذين يعانون من حساسية الفول السوداني، يمكن أن تسبب زبدة الفول السوداني مجموعة متنوعة من ردود الفعل التحسسية المحتملة، بما في ذلك صدمة الحساسية التي تهدد الحياة. وقد أدى هذا التأثير المحتمل إلى حظر زبدة الفول السوداني في بعض المدارس.
===الأعراض===
- ضيق التنفس أو الصفير.
- ضيق الحلق.
- إثارة الحكة.
- ردود فعل الجلد مثل الشرى والتورم.
- مشاكل في الجهاز الهضمي.

## اليوم العالمي لمحبي الفول السوداني
24 يناير و 1 مارس هما يومان مهمان لمحبي زبدة الفول السوداني: يوم زبدة الفول السوداني الوطني، والذي يليه اليوم الوطني لمحبي زبدة الفول السوداني.
أنشطة يوم زبدة الفول السوداني الوطني:
- تناول الإفطار والغداء والعشاء بزبدة الفول السوداني كتحدٍ، لمعرفة ما إذا كان بالإمكان تناول زبدة الفول السوداني في كل وجبات اليوم.
- استضافة حفلة زبدة الفول السوداني، كمثيلاتها من حفلات الأطعمة مثل البيتزا وغيرها.
- تقديم زبدة الفول السوداني كهدية.[30]

## معرض الصور

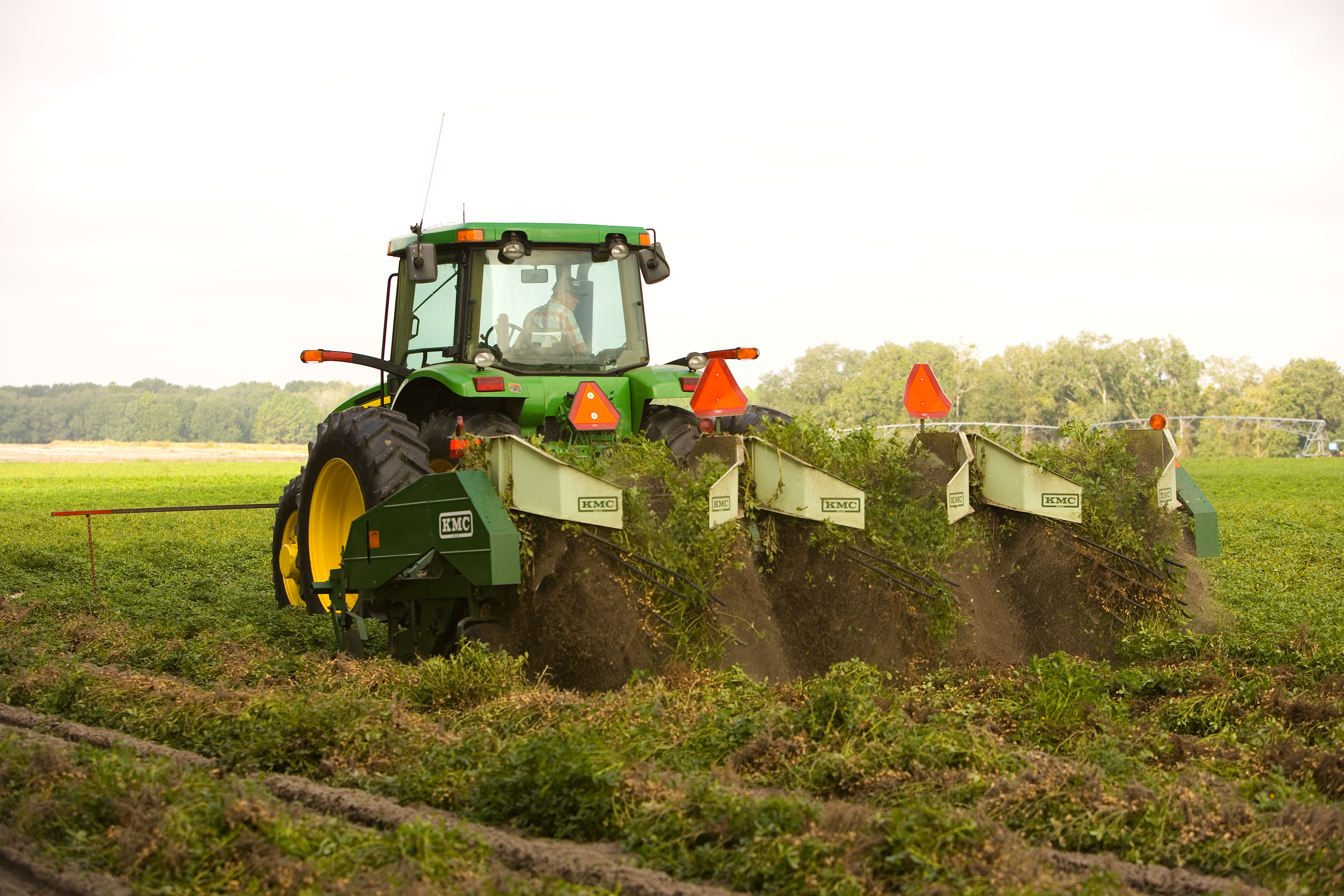
جرار يستخدم لإكمال المرحلة الأولى من عملية حصاد الفول السوداني
برطمانات جف كريمية وزبدة الفول السوداني المقرمشة.برطمانات جف كريمية وزبدة الفول السوداني المقرمشة.
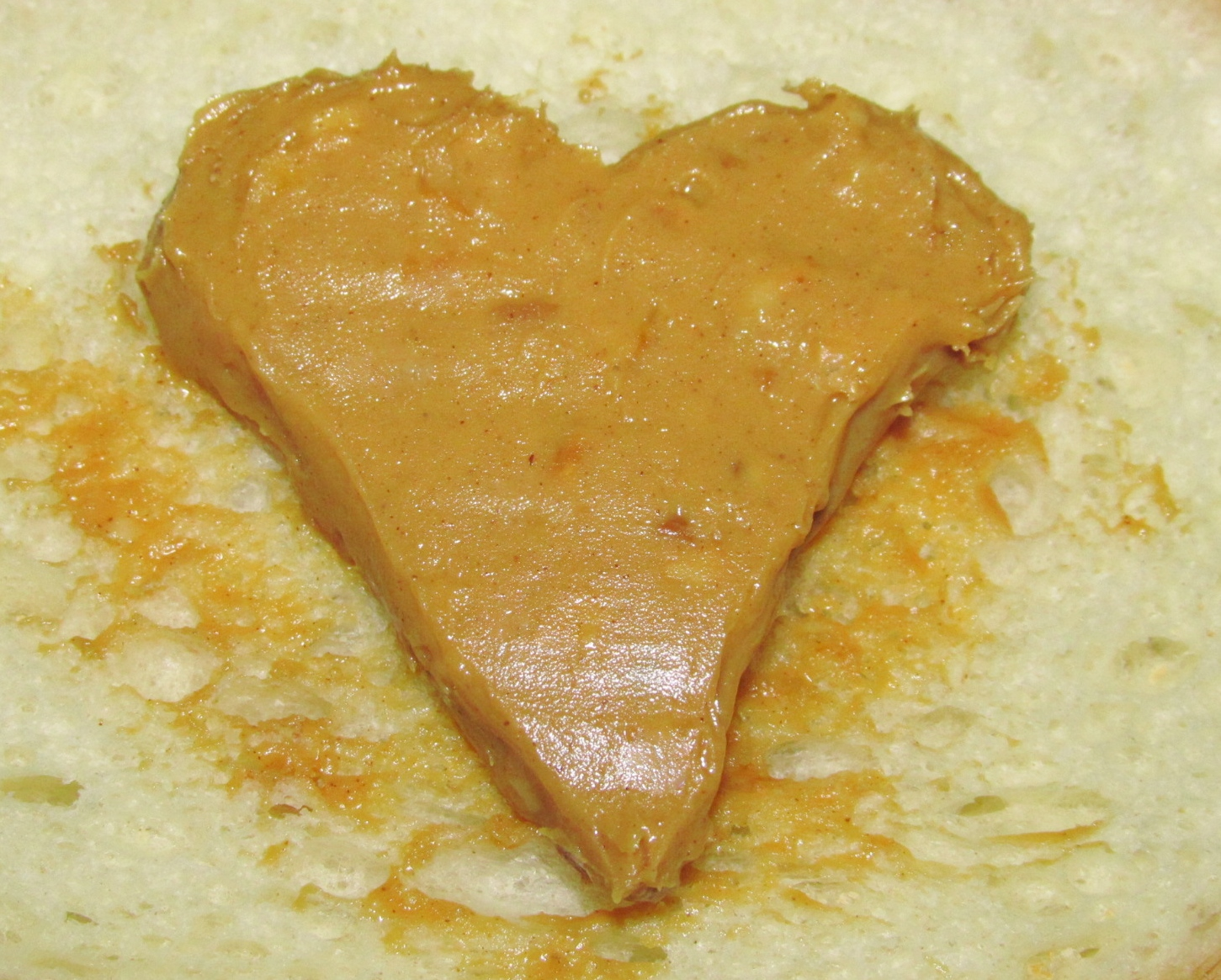
الأول من مارس هو اليوم الوطني لمحبي زبدة الفول السوداني!
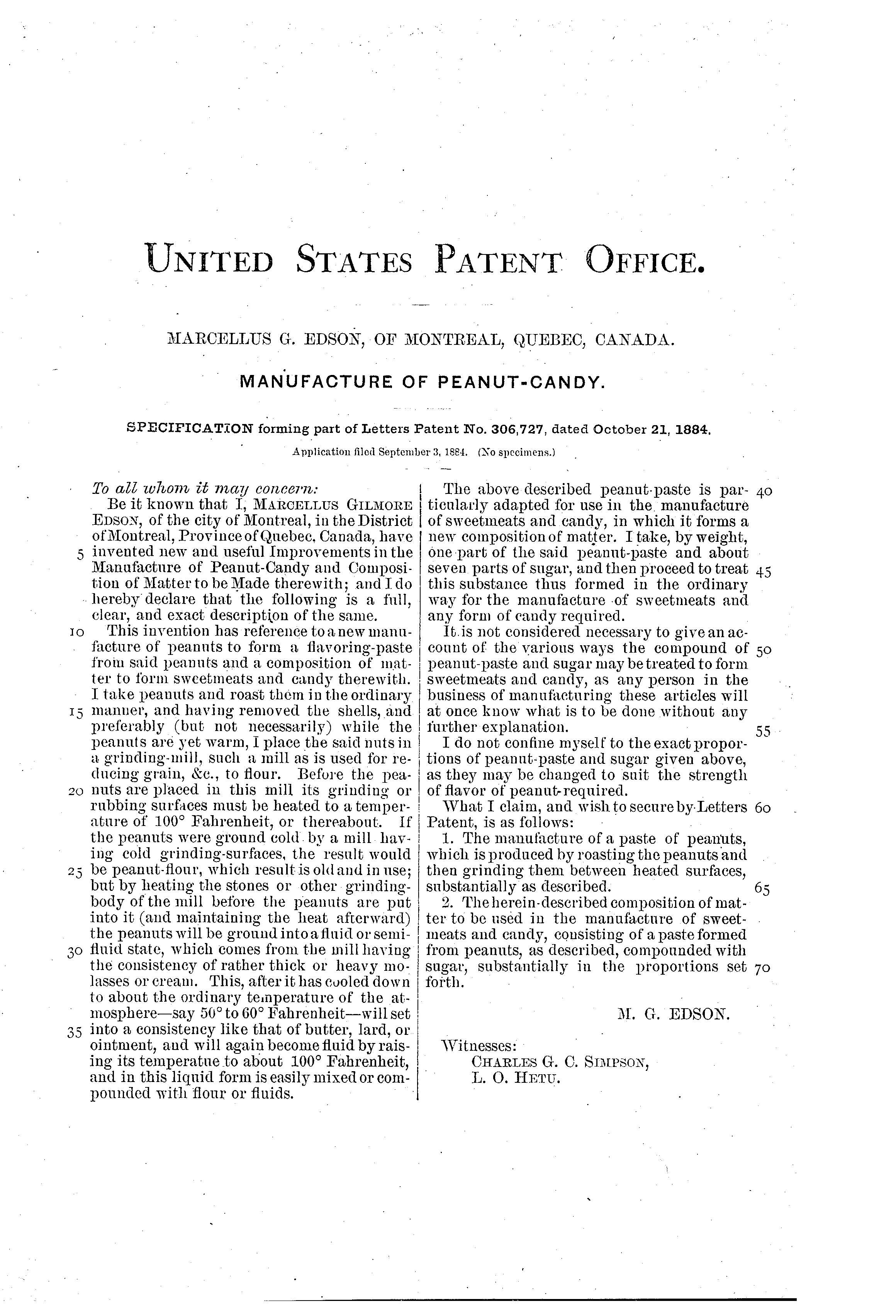
براءة اختراع زبدة الفول السوداني.